# Luptă la înălțime
Luptă la înălțime (în engleză Cliffhanger) este un film de acțiune de aventură regizat de Renny Harlin după un scenariu de Michael France. A fost produs de studiourile Carolco Pictures și a avut premiera la 28 mai 1993, fiind distribuit de TriStar Pictures. Coloana sonoră este compusă de  Trevor Jones. Cheltuielile de producție s-au ridicat la 70.000.000 de dolari americani. Filmul a avut încasări de 255.000.211 dolari americani. Filmul îl urmează pe Gabe (interpretat de Stallone, care este și unul din autorii scenariului), un alpinist care intră în conflict cu jefuitorii unui avion cu banii Trezoreriei americane care zboară și se prăbușește în Munții Stâncoși. Un joc video omonim a fost lansat la 17 noiembrie 1993 de Sony Imagesoft și Psygnosis. În 1994, TriStar Pictures a plănuit realizarea unei continuări a filmului cu numele The Dam (ori Cliffhanger 2: The Dam), dar proiectul nu a fost niciodată realizat.

## Prezentare
Alpinistul și salvator montan Gabe Walker (Sylvester Stallone) se cațără pe un vârf al Munților Stâncoși pentru a-l ajuta pe colegul său Hal Tucker (Michael Rooker), care este acolo împreună cu iubita sa Sarah (Michelle) Joyner) care a urcat pe vârf și și-a rănit piciorul. Piloții de elicopter Frank și Jesse Deichen aruncă un cablu între două vârfuri de munte, dar la traversare, catarama lui Sarah se rupe și rămâne suspendată deasupra prăpastiei. Gabe reușește s-o prindă de mână, dar mâna lui Sarah alunecă și ea cade în prăpastie, unde moare.
Opt luni mai târziu, Gabe se întoarce în oraș - prima dată de la înmormântarea lui Sarah. Învinovățindu-se pentru moartea ei, vrea să își ia lucrurile și să părăsească acest loc pentru totdeauna. Deodată, un semnal de salvare se aude prin walkie-talkie-ul centrului de salvare, unde lucrează Hal și Jesse. Jesse îl convinge pe Gabe să se alăture lui Hal pentru a salva alpiniștii care au probleme, dar Hal, care nu l-a iertat pe Gabe pentru moartea lui Sarah, nu vrea să-l aibă ca partener.
De fapt, apelul de salvare vine de la banda lui Eric Qualen (John Lithgow), care încearcă să fure trei valize cu 100 de milioane de dolari, transportate cu avionul Trezoreriei SUA. Qualen și-a asigurat sprijinul lui Richard Trevers, un agent principal al Trezoreriei (Rex Lynn). Cu toate acestea, FBI știa că Eric Qualen urmărea un lot de bani și l-a infiltrat în grup pe agentul său Matson (Vito Ruginis). Văzând un alt avion pe fereastră, Matson simte că ceva nu este în regulă. În continuare, planul inițial al bandiților se schimbă - nu mai este posibil să transfere valizele de-a lungul cablului din avion în celălalt, cablurile se rup într-o explozie, iar valizele cu bani cad în munți.
Avionul teroriștilor este grav avariat. Piloții Kristel (Caroline Goodall) și Malcolm sunt nevoiți să aterizeze de urgență pe un platou. Toate valizele sunt echipate cu balize de semnalizare, iar semnalul de la acestea este vizibil pe ecranul unui localizator portabil special pe care Travers îl poartă cu el, însă bandiții nu cunosc terenul și nu sunt familiarizați cu alpinismul. Kristel prinde frecvența stației de salvare și trimite un semnal SOS. Teroriștii îi ia ostatici pe Gabe si Hel. Qualen nu îl poate scăpa din ochi pe Travers, deoarece numai el cunoaște codurile pentru a folosi localizatorul.
Banda lui Qualen ajunge la prima valiză care a căzut pe o cornișă stâncoasă. Gabe este trimis în sus pe stânci pentru a recupera banii și, ca să nu fugă, i se leagă o frânghie la picior. El reușește să rupă frânghia și să scape. Unul dintre bandiți deschide focul și zăpada din vârf cade în jos. Qualen, văzând că avalanșa duce cu ea și bancnote, decide că Gabe este mort și îi cere lui Hal să-i ducă spre cea de-a doua valiză. Hal îi duce pe bandiți pe un drum ocolitor și transmite în mod deliberat mesaje false la radio, astfel că Jesse își dă seama că ceva nu este în regulă și merge în ajutorul lui Hal.
Gabe, rămas doar în tricou fără mâneci prin zăpadă, ajunge la o cabană muzeu din munți, unde o găsește pe Jesse. Ei reușesc să ajungă la cea de-a doua valiză și îi lasă lui Qualen doar o bancnotă de o mie de dolari cu inscripția „Vrei să negociem?” Bandiții încearcă să-l găsească pe Gabe; după un scurt conflict îl aruncă pe unul dintre ei în prăpastie. Hal îi duce pe ceilalți la muzeul din munți, unde Gabe a întâlnit-o pe Jesse cu câteva ore mai devreme.
A doua zi dimineață, Gabe și Jesse încearcă să ajungă primii la ultima valiză. Încercând să ajungă înaintea bandiților, ei coboară în pasajul subteran. Qualen își dă seama de planul lor și trimite pe unul dintre bandiți spre prăpastie. Gabe și Jesse supraviețuiesc în mod miraculos luptei cu criminalul, astfel că Kristel le pune o bombă. Hel reușește să strige prietenilor săi prin radio despre bombă. Gabe și Jesse scapă de explozie în ultimul moment. Văzând un elicopter de salvare pe cer, Qualen are un plan de capturare a sa. Kristel aprinde un semnal și se întinde în zăpadă. Văzând o femeie presupus rănită, pilotul de salvare Frank aterizează și se grăbește în ajutorul ei. Banditul Delmar îl împușcă mortal cu un pistol-mitralieră MP5. O controversă începe lângă elicopterul capturat în privința a ceea ce trebuie făcut în continuare. Elicopterul are prea puțin combustibil pentru a căuta cea de-a treia valiză. Travers insistă să găsească ultima valiză folosind elicopterul, dar Qualen se teme că acesta vrea să fugă cu Kristel care știe să piloteze elicopterul. Qualen o împușcă pe Kristel și acum este singurul care poate zbura cu elicopterul, iar Travers nu-l mai poate ucide. Qualen rămâne în elicopterul de salvare, iar Travers, Hal și Delmar se despart - Travers merge mai departe după valiză și-i ordonă lui Delmar să-l ucidă pe Hal care nu le mai trebuie, dar se întâmplă contrariul - Hal îl omoară pe ex-fotbalistul Delmar. Travers găsește baliza de semnalizare pe un iepure, legată astfel de Gabe, care a găsit anterior banii. Dându-și seama că Gabe este în apropiere și că a găsit banii, Travers înfuriat se grăbește în căutarea lui Gabe, dar moare în lupta cu acesta.
Între timp, Jesse, neștiind că Frank a fost ucis și auzind zgomotul unui elicopter, dă semnale pentru a fi salvată, crezând că este pilotat de Frank. Elicopterul este condus de Qualen, el o amenință pe Jesse cu un pistol și o ia ostatică. Prin walkie-talkie, Qualen și Gabe sunt de acord asupra unei tranzacții - Jesse în schimbul banilor din a treia valiză. Qualen o eliberează vie pe Jesse, dar Gabe aruncă punga cu bani în elicea elicopterului. Acesta cade și atârnă de un cablu de oțel pe partea unui vârf de munte. Gabe și Qualen se luptă pe elicopter, în ultimul moment, Gabe se agață de stâncă, iar elicopterul, împreună cu Qualen, cade în prăpastie și explodează. În final, Gabe, Jesse și Hal stau pe vârful unui munte la fel ca Gabe, Hal și Sarah la începutul filmului. Gabe, Jesse și Hal sunt găsiți și salvați de agenți federali.

## Distribuție
Rolurile principale au fost interpretate de actorii: 
- Sylvester Stallone - Gabriel "Gabe" Walker, fost alpinist și salvator montan bântuit de eșecul său de a salva pe Sarah, iubita celui mai bun prieten al său, Hal Tucker
- John Lithgow - Eric Qualen, fost ofițer psihopat britanic de informații militare, acum lider al bandei de hoți care încearcă să jefuiască 100 de milioane de dolari din Trezoreria Statelor Unite
- Michael Rooker - Harold „Hal” Tucker, cel mai bun prieten al lui Gabe și un salvator montan care îl învinuiește pe Gabe că nu a reușit să o salveze pe Sarah
- Janine Turner - Jessica "Jessie" Deighan, pilot de elicopter și iubita lui Gabe care lucrează în același grup de căutare și salvare montană și de care Gabe s-a îndepărtat după ce nu a reușit să o salveze pe Sarah
- Rex Linn - Richard Travers, un agent al Trezoreriei din SUA, care este agent dublu și lucrează pentru Qualen
- Caroline Goodall - Kristel, pilot și însoțitoare a lui Qualen
- Leon Robinson - Kynette, brutal, al doilea la comandă după Qualen
- Craig Fairbrass - Delmar, fostul jucător englez de fotbal, acum un acolit brutal al lui Qualen
- Gregory Scott Cummins - Ryan, acolit al lui Qualen
- Denis Forest - Heldon, acolit al lui Qualen
- Michelle Joyner - Sarah, iubita bolnavă a lui Hal care cade mortal după ce Gabe nu a reușit să o salveze
- Paul Winfield - Walter Wright, un agent al Trezoreriei SUA care a descoperit complotul lui Qualen pentru a jefui banii de la Trezoreria Statelor Unite
- Ralph Waite -  Ranger Frank, un pilot de căutare și salvare care lucrează pentru Gabe, Jessie și Hal
- Max Perlich - Evan, un tânăr care caută senzații tari, care este prieten cu Gabe și Hal
- Trey Brownell - Brett, prietenul lui Evan, care este, de asemenea, un căutător de senzații tari
- Vyto Ruginis - Matheson, un agent FBI sub acoperire care le încurcă planul de jefuire în zbor a banilor
- John Finn - agent Michaels
- Bruce McGill - agent al Trezoreriei
- Jeff McCarthy - pilot
- Steve Staunton - Ranger Phil
- Wolfgang Güllich - Gabe Walker (dublură, cascador)

## Producție
Carolco Pictures a semnat inițial cu Sylvester Stallone pentru a apărea alături de John Candy într-o comedie despre vecini înfocați, intitulată Bartholomew Vs. Neff, film care urma să fie scris și regizat de John Hughes. Când proiectul a fost abandonat, Stallone a fost implicat în alte două proiecte ale celor de la Carolco. Primul a fost Isobar, un film SF de groază futuristic despre un monstru creat genetic, care se dezlănțuie într-un tren de mare viteză. Prin 1987, Carolco a cumpărat prima oară scenariul original de la Jim Uhls pentru 400.000 de dolari, iar în 1991, regizorii Ridley Scott și Roland Emmerich au fost desemnați în diferite momente în timp pentru a regiza filmul, programat să aibă un buget de 90 milioane de dolari, cu Stallone și Kim Basinger desemnați să joace rolurile principale. Cu toate acestea, din cauza neînțelegerilor dintre ei și Carolco și producătorul Joel Silver cu privire la schimbările scenariului și lipsa libertății artistice, atât Scott cât și Emmerich au renunțat la proiect, care în final a fost anulat.
Cel de-al doilea proiect Carolco în care a fost implicat Stallone a fost un thriller de acțiune, intitulat Gale Force, descris drept ca un „Greu de ucis într-un uragan”, pe care Renny Harlin urma să îl regizeze și în care Stallone urma să joace un fost pușcaș marin Navy SEALs care trebuie să lupte împotriva unui grup de pirați moderni care atacă un oraș de coastă în timpul unui uragan mare, catastrofal. Prima versiune a scenariului pentru acest film a fost scrisă de David Chappe în 1984, care a scris apoi încă șase proiecte între 1987 și 1989. Proiectul său final a primit unele laude și în urma unui război al licitațiilor între mai multe studiouri pentru acesta în 1989, Carolco a cumpărat proiectul final pentru 500.000 de dolari, cu un adaos de 200.000 de dolari dacă filmul va fi realizat. Harlin a fost plătit cu 3 milioane de dolari pentru regia filmului, dar, deoarece contractul său i-a oferit controlul deplin al proiectului, a cerut mai multe rescrieri ale scenariului în scopul, printre altele, de a crește secvențele de acțiune și astfel să filmul să fie mai lung. Între 1990 și 1991, în timp ce se lucra la acest proiect, Carolco a cheltuit peste 4 milioane de dolari pentru toți scenariștii și versiunile diferite ale scenariului. Unul dintre scenariștii care au lucrat la acest proiect a fost Joe Eszterhas care a fost plătit cu 500.000 de dolari pentru a scrie versiunea sa de scenariu. Cu toate acestea, el l-a re-scris ca un thriller erotic, similar cu scenariile sale anterioare, așa că a fost respins. Pentru că au considerat că bugetul prevăzut de 40 de milioane de dolari va fi mult mai mare și, din moment ce nu-și puteau da seama cum să facă efectele speciale pentru acest film, cei de la Carolco au anulat proiectul cu două săptămâni înainte de a începe producția, dar Harlin a păstrat încă 3 milioane de dolari, iar el și Stallone și toți ceilalți implicați s-au mutat apoi la producția filmului Luptă la înălțime, un alt proiect Carolco, care avea un buget de 70 de milioane de dolari, aproape dublu față de Gale Force.
Jumătate din bugetul filmului a fost furnizat de TriStar Pictures în schimbul drepturilor totale de distribuție în America de Nord, Mexic, Australia, Noua Zeelandă, Germania și Franța. O altă finanțare a fost asigurată de Rizzoli-Corriere della Sera, Le Studio Canal + și Pioneer Electric Corporation. Acordul de finanțare a fost rezultatul problemelor serioase provocate de datoriile studioului Carolco și, în consecință, studioul a primit în cele din urmă foarte puțin din încasările de la box office.
Marea majoritate a filmului a fost filmată în Cortina d'Ampezzo, munții Dolomiți, Italia. De exemplu, scena podului a fost filmată pe Monte Cristallo în via ferrata VF Ivano Dibona, care a fost reconstruită imediat după film. Cățărările au avut loc în cea mai mare parte pe stâncile Tofane. Casa muzeu a fost construită pe malul râului Boite, în Fiames, aproape de heliport. Câteva filmări au avut loc în Durango, Colorado. Genericul filmului conține mulțumiri, de asemenea, tribului Ute pentru filmări în rezervația Ute Mountain.
Luptă la înălțime se află în Guinness World Records pentru cea mai scumpă cascadă aeriană efectuată vreodată. Cascadorul Simon Crane a fost plătit cu 1 milion de dolari pentru a efectua scena de transfer aerian, în care a trecut dintr-un avion în altul la o altitudine de 4.600 de metri.
Actorii de dublură principali care au efectuat scenele de cățărare au fost Ron Kauk și Wolfgang Güllich. Acesta din urmă a jucat o dublă pentru o cățărare a lui Stallone înainte ca Güllich să moară, într-un accident de mașină, în 1992.
Când a fost întrebat despre montajul regizorului, Stallone a explicat că „montajul regizorului a fost întâmpinat cu foarte multă dezaprobare la proiecție și a primit câteva scoruri alarmant de scăzute. În principal deoarece cascadorii au fost absurd de suprasolicitați. De exemplu, omul obișnuit poate sări peste 12 metri peste un defileu, iar cascadoriile mi-au făcut să sar poate peste trei sute de metri sau mai mult, așa că situațiile de genul acesta trebuiau să fie micșorate și totuși atunci păreau destul de extreme... deci probabil că este mai bine cu acest montaj. Apropo, a doua echipă de producție care a filmat majoritatea acțiunii a fost extraordinară.”

## Muzica
Partitura orchestrală a filmului a fost compusă de veteranul Trevor Jones. În recenzia sa privind coloana sonoră a filmului, recenzorul de la Filmtracks.com, Christian Clemmensen, a remarcat asemănările sale cu lucrările anterioare ale lui Jones cum ar fi Ultimul mohican, afirmând că: „odată cu Luptă la înălțime vine o temă izbitor de asemănătoare cu cea din Ultimul mohican, probabil o reminiscență pentru unii ascultători ca să tolereze [acest lucru]”. Cu toate acestea, recenzia sa a fost una pozitivă, oferind un scor de patru din cele cinci stele posibile concluzionând: „Indiferent de părerea dumneavoastră dacă compozitorii ar trebui sau nu să-și recicleze propriul material, piesa lui Jones are o identitate proprie remarcabilă[...]” Coloana sonoră a fost lansată de două ori; de Scotti Bros./BMG Music la 23 mai 1993 și o versiune extinsă lansată de Intrada Records la 21 februarie 2011.

## Vezi și
- Film de supraviețuire
- The Looters (film din 1955 de Abner Biberman după o povestire de Paul Schneider; cu un scenariu asemănător cu Luptă la înălțime)